# Raatzbrockmannia inclinata
Raatzbrockmannia inclinata är en insektsart som beskrevs av Schmidt 1924. Raatzbrockmannia inclinata ingår i släktet Raatzbrockmannia och familjen Tettigometridae. Inga underarter finns listade i Catalogue of Life.